# Lacu Sărat (okręg Bihor)
Lacu Sărat – wieś w Rumunii, w okręgu Bihor, w gminie Pomezeu. W 2011 roku liczyła 57 mieszkańców.